# 林暉盛
林暉盛（1998年10月9日—），為台灣棒球選手，守備位置為投手。曾效力於美國職棒洛杉磯道奇，最高層級為1A。目前效力於中華職棒中信兄弟。

## 生平
出生於嘉義市，並於小學時加入棒球隊。高中就讀高苑工商，在高一就能投出時速146公里的速球，也吸引許多球探關注。2015年高二時於黑豹旗全國高中棒球大賽中對戰東石高中曾投出時速148公里的球，是該屆最快球速，同時也幫助高苑工商拿下該屆賽事的冠軍，同時也是高苑工商在黑豹旗的首次冠軍。
高中畢業後，進入國立體育大學就讀，透過大學時期的磨練，使得控球及球速更精準也更快，並在2019年4月15日正式和美國職棒洛杉磯道奇隊簽約，開啟職棒生涯。
2019年，在新人聯盟出賽14場比賽，2勝4敗，防禦率7.31，成績並不理想。
2020年，受到COVID-19疫情影響導致小聯盟賽季取消，因此只能留在台灣訓練，9月入選爆米花棒球聯盟中華培訓隊名單。
2021年，季中升上1A，但狀況仍然不理想，總計在小聯盟出賽14場比賽，1勝1敗，防禦率5.74。
2022年，全季在1A出賽17場比賽，1勝2敗，防禦率6.31，8月遭到道奇隊宣布釋出。10月加入澳洲棒球聯盟奧克蘭喙頭蜥隊。
2023年，和前一年同樣加入奧克蘭喙頭蜥的隊友張景淯一起加入美國獨立聯盟洛磯山氣氛隊，但最終因簽證問題未能順利加盟。後於6月26日和中華職棒中信兄弟隊簽下自行培訓合約，並報名參加同年的中華職棒選秀會，獲得中信兄弟隊的第一指名。8月1日和中信兄弟完成簽約，合約內容為2.5年、月薪新台幣25萬元。

## 職棒生涯成績

### 澳洲職棒
| 年度    | 球隊         | 出賽 | 先發 | 勝投 | 敗投 | 中繼 | 救援 | 完投 | 完封 | 三振 | 四死 | 責失 | 投球局數 | 自責分率 | 被上壘率 |
| ------- | ------------ | ---- | ---- | ---- | ---- | ---- | ---- | ---- | ---- | ---- | ---- | ---- | -------- | -------- | -------- |
| 2022-23 | 奧克蘭喙頭蜥 | 8    | 4    | 1    | 3    | 0    | 1    | 0    | 0    | 18   | 12   | 11   | 18.1     | 5.40     | 1.53     |
| 合計    | 1年          | 8    | 4    | 1    | 3    | 0    | 1    | 0    | 0    | 18   | 12   | 11   | 18.1     | 5.40     | 1.53     |

### 中華職棒
| 年度 | 球隊     | 出賽 | 先發 | 勝投 | 敗投 | 中繼 | 救援 | 完投 | 完封 | 三振 | 四死 | 責失 | 投球局數 | 自責分率 | 被上壘率 |
| ---- | -------- | ---- | ---- | ---- | ---- | ---- | ---- | ---- | ---- | ---- | ---- | ---- | -------- | -------- | -------- |
| 2023 | 中信兄弟 | 1    | 0    | 0    | 0    | 1    | 0    | 0    | 0    | 2    | 1    | 0    | 1.0      | 0.00     | 2.00     |
| 2024 | 中信兄弟 | 4    | 0    | 0    | 0    | 0    | 0    | 0    | 0    | 3    | 5    | 8    | 5.2      | 12.71    | 1.76     |
| 合計 | 2年      | 5    | 0    | 0    | 0    | 1    | 0    | 0    | 0    | 5    | 6    | 8    | 6.2      | 10.80    | 1.80     |

## 外部連結
- 林暉盛在台灣棒球維基館上的頁面（繁體中文）
- 林暉盛在美國職棒官網（英语）
- 林暉盛在澳洲職棒官網（英语）
- 林暉盛在中華職棒官網
- 林暉盛在Baseball-Reference.com（小聯盟以及海外聯盟）（英语）
- 林暉盛在FanGraphs.com（英语）